# 蒙古高原草原-内蒙古草原-东北草原
蒙古高原草原-内蒙古草原-东北草原（英語：Mongol-Manchurian grassland），又称蒙古高原－大兴安岭草地区，是一个生态区，其指名植物群系爲“温带草原、稀树草原和疏灌丛”，但該區實際分佈著包括草原、草甸、草叢在內的各種草地甚至森林生態系統，僅草原部分就涵蓋森林草原、草甸草原、典型草原、沙地疏林草原、半荒漠草原等多種。中國大陸境內不使用WWF生態區劃，對應的生態區被劃入内蒙古高原中东部典型草原生态区、大兴安岭中南部落叶阔叶林与森林草原生态区之大兴安岭南部落森林草原生态亚区以及东北平原西部草甸草原生态区。
按地域區分，分為蒙古高原草原區、內蒙古草原區、东北草原區。 面積887,300平方（342,600平方英里）。在20世紀末因過度放牧而有草原退化問題。

## 外部連結
- . 陸地生態區. 世界野生動物基金會.